# Ideopsis tawaya
Ideopsis tawaya är en fjärilsart som beskrevs av Hans Fruhstorfer 1904. Ideopsis tawaya ingår i släktet Ideopsis och familjen praktfjärilar. Inga underarter finns listade i Catalogue of Life.